# Baixa da Serreta

A Baixa da Serreta é um recife rochoso de origem vulcânica localizado a cerca de uma milha náutica ao largo da costa oeste da ilha Terceira, Açores, frente à freguesia da Serreta, da qual recebe o nome. A baixa é o resultado das repetidas erupções submarinas que têm ocorrido naquela área ao longo dos últimos milénios (a última erupção do vulcão da Serreta ocorreu a cerca de 2 milhas náuticas a oés-sudoeste em 1998-2000).

## Descrição
Esta baixa é de acesso difícil, não só por se encontrar longe da costa e portanto de qualquer porto, mas também por se encontrar numa zona de forte ondulação e fortes correntes. A profundidade é muito variável indo dos seis aos trinta e cinco metros.
Os portos mais próximos deste afloramento rochoso são o Porto das Pipas em Angra do Heroísmo, que se situa a 15 milhas náuticas, Porto de São Mateus da Calheta e o Porto das Cinco Ribeiras, este último de pequena dimensão.
A zona costeira mais próxima é a Ponta do Queimado.

## Descrição geológica
Esta baixa corresponde ao cimo de um cone vulcânico submarino que se encontra associado a varias erupções que se tem verificado desde 1867, sendo que este vulcão é um cone secundário do grande vulcão emerso da Serra de Santa Bárbara.
Relativamente aos fundos marinhos circundantes esta formação apresenta uma morfologia bastante acidentada onde existem declives acentuados, planos de fractura, fendas e cavidades.
Como não poderia deixar de ser os fundos marinhos nesta zona apresentam-se constituídos por escoadas lávicas e grandes blocos basálticos aqui e ali recobertos por calhaus rolados e areias. Surgem ainda clareiras de areia, paredes verticais e com covas de gigante. Nas imediações desta região existe alguma actividade fumaroliana submarina com origem no vulcão associado a esta baixa.

## Fauna e flora
Na Baixa da Serreta são observáveis os seguinte organismos:
- Água-viva Pelagia noctiluca,
- Alga vermelha Asparagopsis armata,
- Anêmona-do-mar (Alicia mirabilis),
- Barracuda (Sphyraena),
- Boga (Boops boops),
- Bodião (labrídeos),
- Craca - (Megabalanus azoricus).
- Caravela-portuguesa (Physalia physalis),
- Chicharro (Trachurus picturatus).
- Caranguejo-eremita - (Calcinus tubularis),
- Estrela-do-mar - (Ophidiaster ophidianus),
- Garoupa - (serranídeos),
- Lapa - (Docoglossa),
- Lírio (Campogramma glaycos),
- Mero (Epinephelus itajara),
- Ouriço-do-mar-negro - (Arbacia lixula),
- Ouriço-do-mar-roxo - (Strongylocentrotus purpuratus),
- Peixe-porco (Balistes carolinensis),
- Peixe-balão (Sphoeroides marmoratus),
- Peixe-rei - (Coris julis),
- Polvo (Octopus vulgaris),
- Ratão (Taeniura grabata),
- Solha - (Bothus podas maderensis),
- Salmonete - (Mullus surmuletus),
- Sargo - (Dictyota dichotoma),
- Toninha-brava - (Tursiops truncatus),
- Tartaruga-careta - (Caretta caretta).

Sendo o número de espécies identificas superior a 73. Pelas suas características de fauna, flora e mesmo paisagem geológica é defendida a sua conservação como zona de protecção da Natureza (Santos et al. (1995)).